# St. Peter (Abensberg)

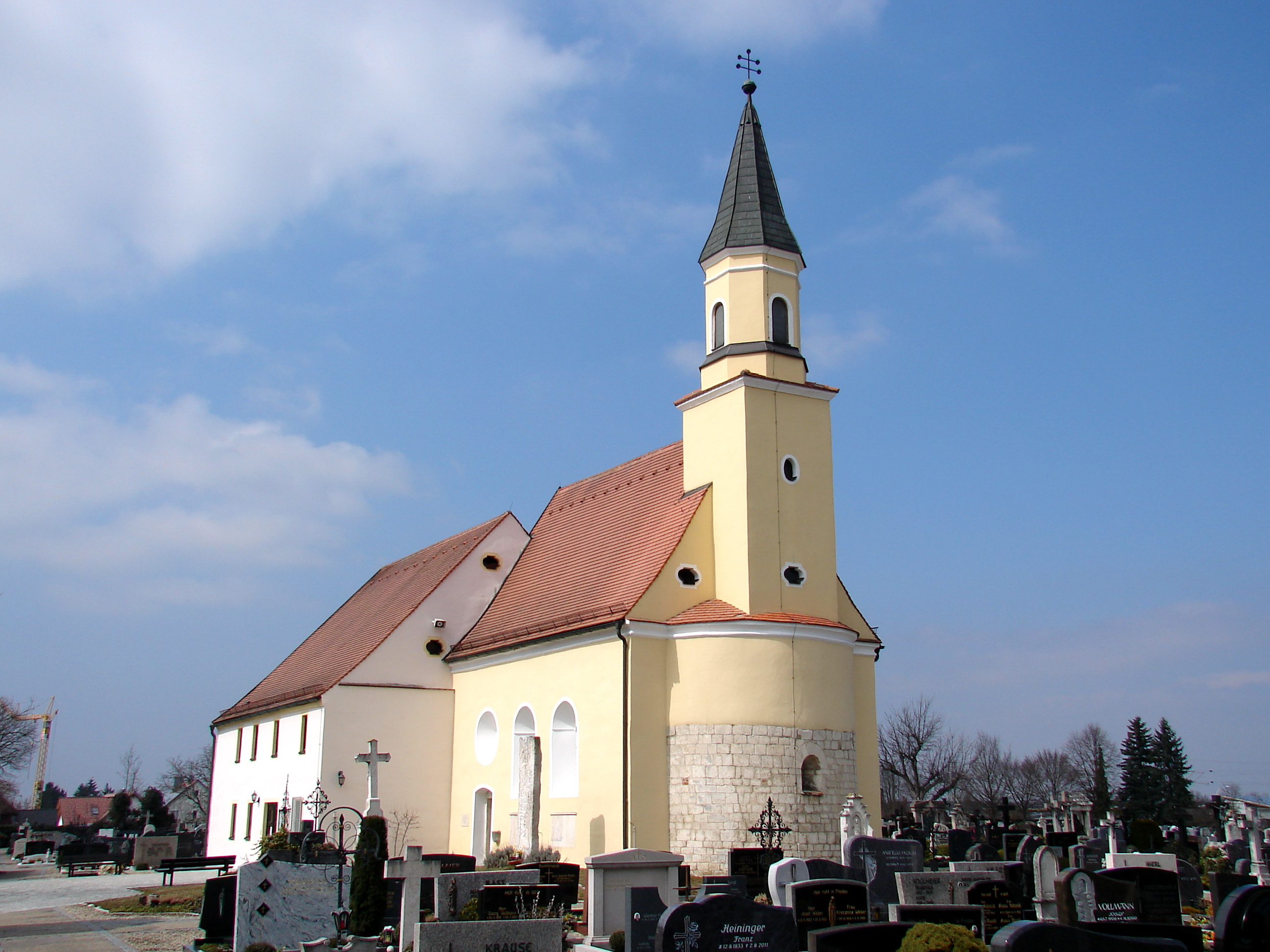
St. Peter in Abensberg

Die römisch-katholische Friedhofskapelle St. Peter steht in der Gemeinde Abensberg im niederbayerischen Landkreis Kelheim. Das Bauwerk ist in der Liste der Baudenkmäler in Abensberg als Baudenkmal unter der Nummer D-2-73-111-5 eingetragen. Die Kapelle gehört zum Dekanat Kelheim im Bistum Regensburg.

## Beschreibung
Die spätromanische Kapelle wurde im 12./13. Jahrhundert erbaut und Ende des 17. Jahrhunderts barock erweitert. Sie besteht aus dem Langhaus und der eingezogenen, halbrunden Apsis im Osten. In der Zeit des Barock wurde über der Apsis ein Dachturm mit einem spitzen Helm errichtet. Das Langhaus ist mit einer Flachdecke überspannt. Der Altar wurde um 1770/80 aufgestellt.